# Солт Лейк
Окръг Солт Лейк (на английски: Salt Lake County) е окръг в щата Юта, Съединени американски щати. Площта му е 2092 km², а населението – 1 121 354 души (2016). Административен център е град Солт Лейк Сити.

## Градове
- Западен Джордан
- Конътнуд Хайтс
- Мидвейл
- Ривъртън
- Тейлърсвил
- Хериман
- Холадей
- Южен Джордан
- Южен Солт Лейк